# Vlastibořice
Vlastibořice (en allemand : Wlastiborschitz) est une commune du district et de la région de Liberec, en République tchèque. Sa population s'élevait à 355 habitants en 2025.

## Géographie
Vlastibořice se trouve à 17 km au sud de Liberec et à 75 km au nord-est de Prague.
La commune est limitée par Bílá et Sychrov au nord, par Radimovice à l'est, par Pěnčín à l'est et au sud, par Soběslavice au sud-ouest et par Kobyly à l'ouest.

## Histoire
La première mention écrite du village date de 1344.

## Administration
La commune se compose de quatre sections :
- Jivina
- Sedlíšťka
- Slavíkov
- Vlastibořice

## Galerie

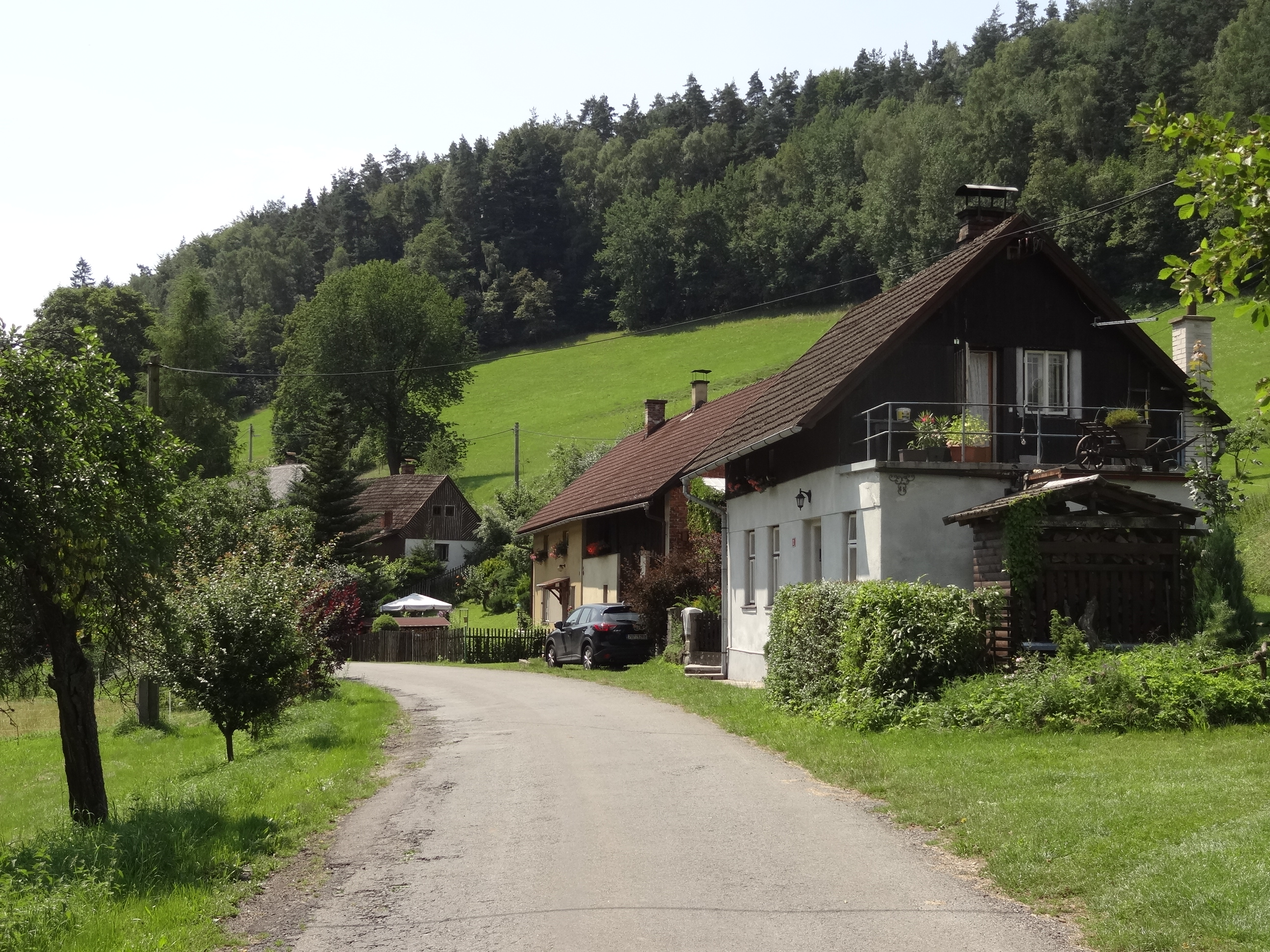
Quartier sud de Slavíkov.
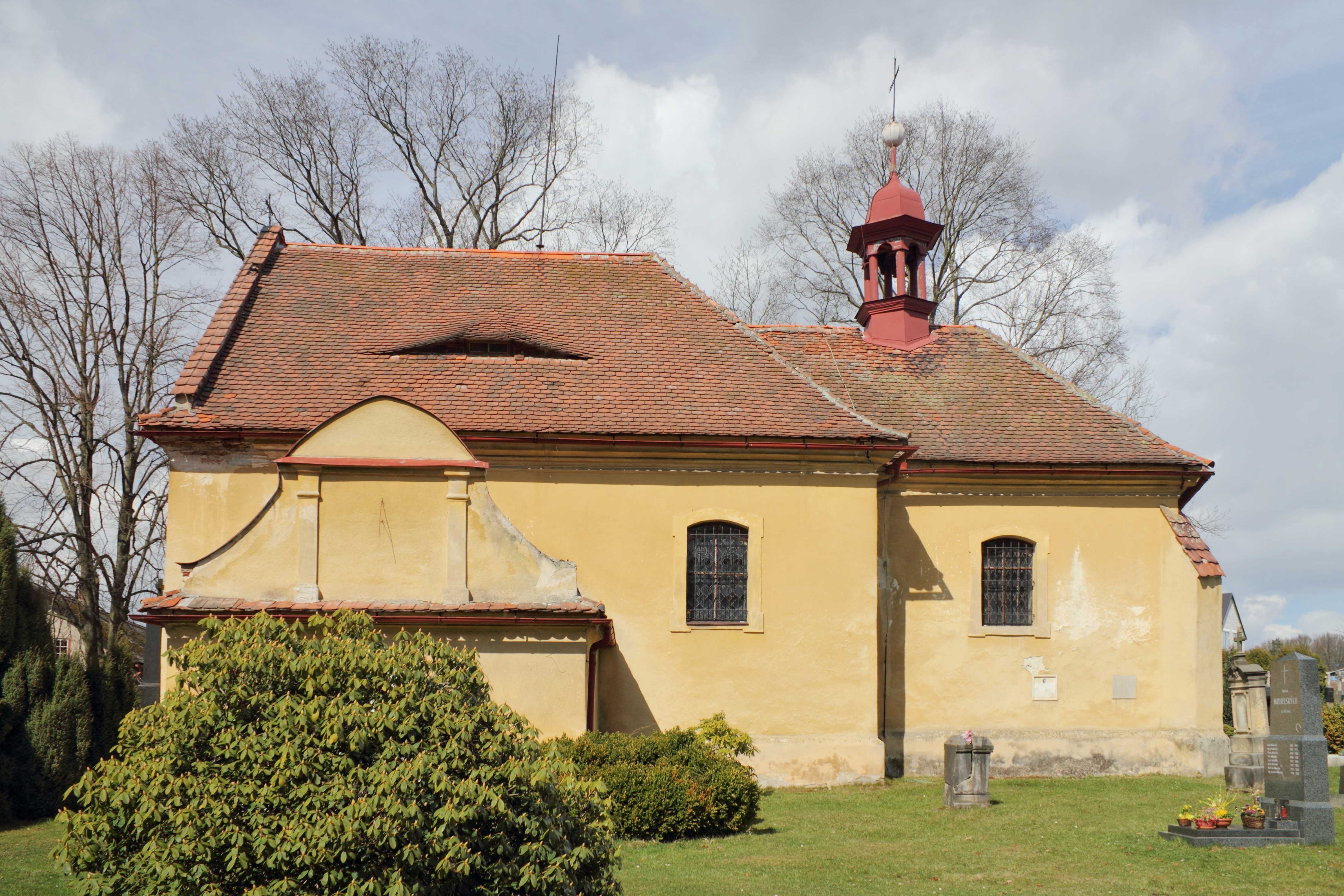
Église Sainte-Catherine d'Alexandrie.

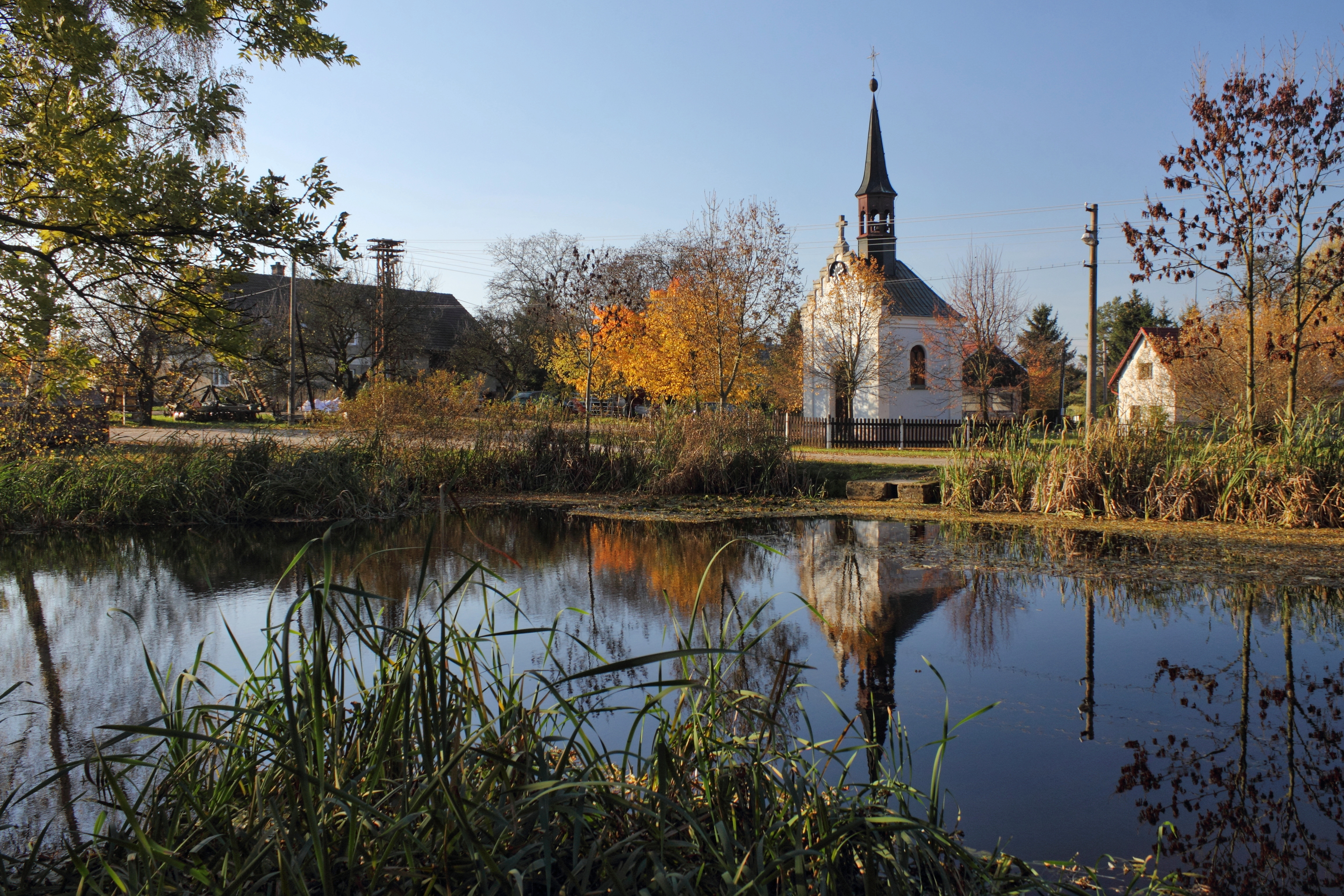
Jivina : chapelle Saint-Venceslas.
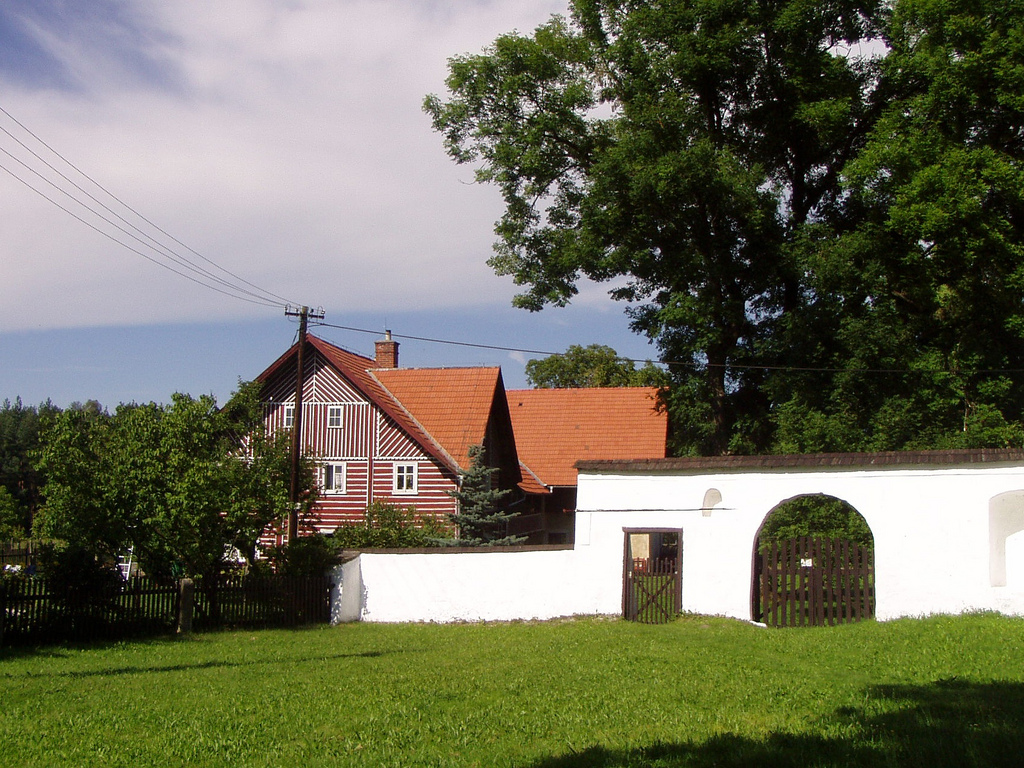
Maison à Sedlistka.

## Transports
Par la route, Vlastibořice se trouve à 10 km de Turnov, à 25 km de Liberec et à 90 km de Prague.